# World Reference Base
Die World Reference Base for Soil Resources (Abkürzung WRB) ist ein internationales Bodenklassifikationssystem zur Benennung von Böden und zur Erstellung von Legenden für Bodenkarten. Sie ist weltweit anwendbar und dient dazu, Informationen über Böden und deren Eigenschaften über regionale und nationale Grenzen hinweg auszutauschen.

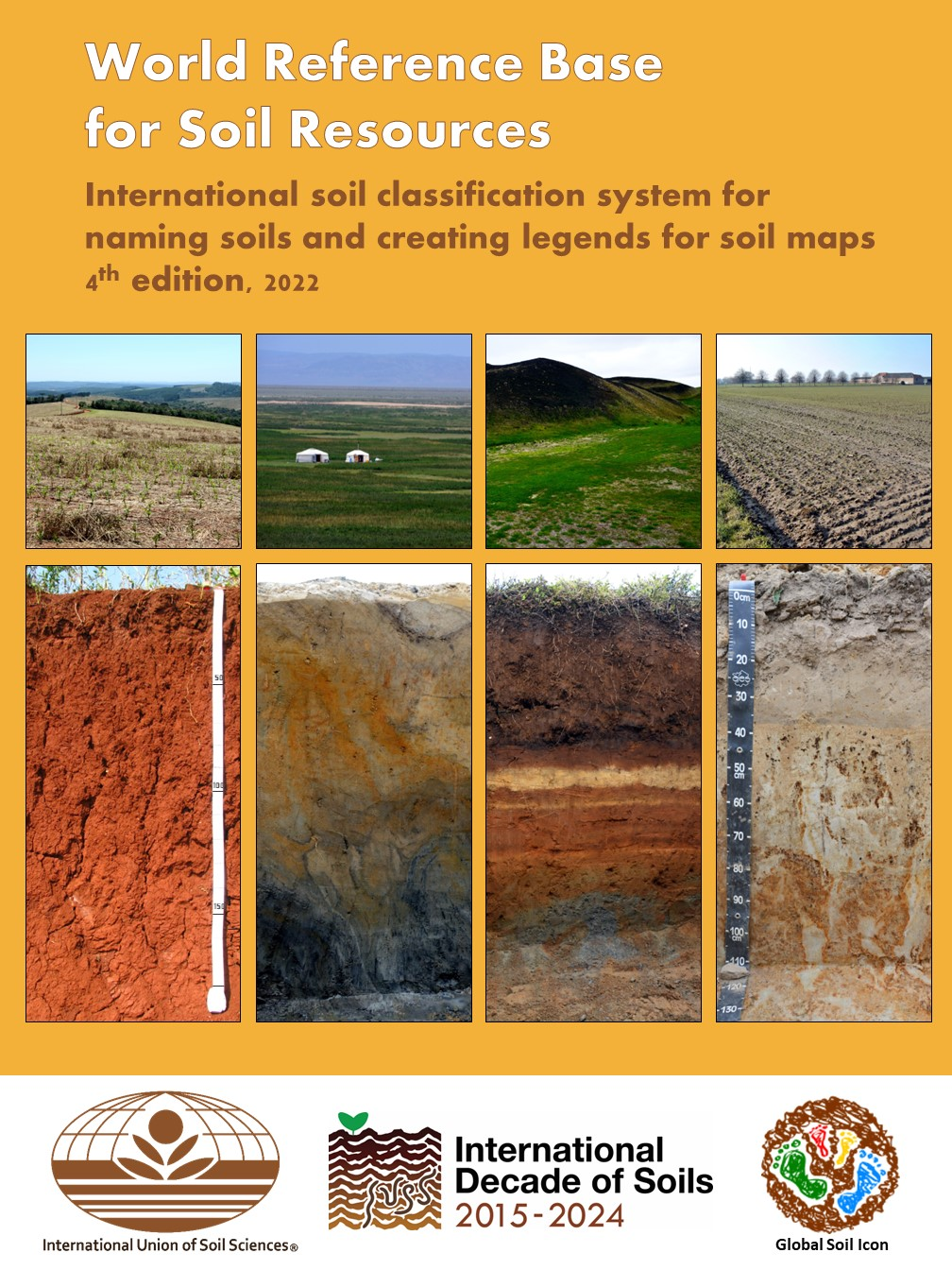
WRB, 4. Auflage (2022)

## Entstehung und Hintergrund
Seit Ende des 19. Jahrhunderts entstanden in vielen Staaten Systeme, die Böden beschrieben und in Klassen einteilten. In der zweiten Hälfte des 20. Jahrhunderts wurde aber immer deutlicher, dass diese Entwicklung zu mehreren Problemen geführt hatte:
- Durch die unabhängige Entwicklung der nationalen Klassifikationssysteme war ein internationales Verständigungsproblem entstanden. Einzelne Begriffe tauchten in verschiedenen Klassifikationen auf, hatten aber je andere Bedeutungen. So steht die Podsolierung in Deutschland für die Verlagerung von Aluminium, Eisen und Humus. In Russland beinhaltet sie aber zusätzlich die Verlagerung von Tonmineralen. Daneben existierten für ein und denselben Boden die unterschiedlichsten Namen.

- Die nationalen Systeme sind an die Gegebenheiten des jeweiligen Landes angepasst. So kam es, dass sie zwar sehr genau für ihre Ursprungsgebiete sind, Böden anderer Zonen aber kaum behandeln. In den meisten Klassifikationssystemen fehlen sogar ganze Themenbereiche. Als Beispiel können hier die international wichtigen Bodentypen der Frost- oder Salzböden genannt werden, die in der Deutschen Bodensystematik gar nicht vorkommen. Kein System war damals in der Lage, alle Böden der Welt befriedigend zu behandeln.

- Obwohl jedes System Schwächen hat und nicht weltweit einsatzfähig ist, weisen doch alle große, nicht abweisbare Stärken auf. Da sie optimal an die landesüblichen Böden angepasst sind, enthalten sie eine enorme Detailtreue. Wären sie einfach abgeschafft worden, so hätte dies einen Verlust an Daten und Beschreibungsmöglichkeiten bedeutet. Böden sind so komplexe Erscheinungen, dass eine benutzerfreundlich gehaltene Klassifikation für den weltweiten Einsatz kaum die Genauigkeit der nationalen Systeme erreichen kann.

- Dazu kamen nationale Interessen, da kein Staat bereit war, seine in Jahrzehnten gewachsene und an allen Bildungseinrichtungen gelehrte Klassifikation einfach aufzugeben.

Die USA begannen damit, ihre Klassifikation radikal umzugestalten, um mit ihr alle Böden weltweit abzudecken. Ihr neues System wurde 1960 im Entwurf vorgestellt und 1975 unter dem Namen Soil Taxonomy in erster Auflage veröffentlicht. Trotz starker Bemühungen von Seiten der USA wurde es bis 2014 international nicht offiziell angenommen.
Von 1971 bis 1981 publizierte die FAO zusammen mit der UNESCO die Weltbodenkarte im Maßstab 1 : 5 Millionen in 10 Blättern. Die Legende zu dieser Karte wurde 1974 veröffentlicht und wurde als FAO-Bodenklassifikation bekannt. An ihrer Erarbeitung wirkten unter Führung von Rudi Dudal Bodenkundler aus zahlreichen Staaten mit, darunter auch aus Deutschland. Viele Ideen bestehender Systeme flossen ein, z. B. das Prinzip der diagnostischen Horizonte aus dem Entwurf zur Soil Taxonomy. 1988 wurde dann eine Revidierte Legende herausgegeben.
1982 richtete die International Soil Science Society (ISSS; jetzt: International Union of Soil Sciences, IUSS) die Arbeitsgruppe International Reference Base for Soil Classification (IRB) ein. Vorsitzender wurde Ernst Schlichting. Die Arbeitsgruppe sollte ein internationales Bodenklassifikationssystem entwerfen, das stärker bodengenetisch ausgerichtet war als die FAO-Bodenklassifikation. Sie präsentierte zwei Entwürfe, einen 1982 und einen 1990.
1992 beschloss die IRB-Arbeitsgruppe die Ausarbeitung eines neuen Systems mit dem Namen World Reference Base for Soil Resources (WRB). Es sollte eine Weiterentwicklung der Revidierten Legende der FAO-Bodenklassifikation sein unter Berücksichtigung bodengenetischer Aspekte aus der IRB. Otto Spaargaren (International Soil Reference and Information Centre) und Freddy Nachtergaele (FAO) wurden mit der Erarbeitung eines Entwurfs beauftragt. Dieser wurde 1994 auf dem 15. Bodenkundlichen Weltkongress in Acapulco präsentiert. Auf demselben Kongress wurde die WRB anstelle der IRB als Arbeitsgruppe der ISSS eingerichtet. Auf dem 16. Bodenkundlichen Weltkongress in Montpellier 1998 wurde schließlich die 1. Auflage der WRB veröffentlicht. Noch auf demselben Kongress legte die ISSS die WRB als internationales Referenzsystem für Bodenklassifikation fest. (2014 erhielt dann die US Soil Taxonomy ebenfalls den Status eines Referenzsystems.) Auf dem 18. Bodenkundlichen Weltkongress 2006 erschien die zweite Auflage (mit einem Update 2007), wovon es auch eine offizielle deutschsprachige Übersetzung gibt. Zum 20. Bodenkundlichen Weltkongress 2014 wurde die dritte Auflage präsentiert (mit einem Update 2015). Während die Version von 2006 nur für die Benennung einzelner Bodenprofile geeignet war, kann die WRB ab der Version von 2014 auch zur Erstellung von Bodenkartenlegenden verwendet werden. Seit dem 22. Bodenkundlichen Weltkongress 2022 gibt es die vierte Auflage. Die vierte Auflage ist ein Open-access-Dokument gemäß der Creative Commons Attribution License, die Nutzung, Verteilung und Reproduktion in jedem beliebigen Medium erlaubt, sofern das Originaldokument korrekt zitiert wird.
Die WRB ist nicht dazu gedacht, die nationalen Klassifikationen zu ersetzen. Sie stellt eine internationale Sprache dar, um Erkenntnisse aus der Bodenkunde weltweit eindeutig zu veröffentlichen und leichter auszutauschen. Dies geht auch aus dem Namen hervor, denn WRB steht für World Reference Base oder zu deutsch: weltweite Referenzbasis.
Die WRB ist auch in Deutschland anerkannt, wenn auch primär die Deutsche Bodensystematik (KA5) verwendet und an den Hochschulen gelehrt wird. In deutschsprachiger Fachliteratur werden zuweilen die WRB-Bezeichnungen parallel zu denen der Deutschen Bodensystematik angegeben. Eine eindeutige Übersetzbarkeit der deutschen Bodenbezeichnungen in jene der WRB gibt es nicht. Die Bundesanstalt für Geowissenschaften und Rohstoffe (BGR) ermöglicht mit dem kostenfreien Ableitungsschlüssel eine programmgestützte Ableitung des WRB-Namens aus Geländedaten nach KA5 und Laborwerten. Autoren dieses Tools sind Einar Eberhardt (BGR), Peter Schad (Technische Universität München) sowie Carsten Lehmann und Roland Harhoff (BGR).
Einen ähnlichen Ansatz eines Referenzrahmens haben der französische Référentiel pédologique und die Klassifikation der Böden der Schweiz (KlaBS). Die Soil Taxonomy dagegen ist hierarchisch aufgebaut und nutzt auch Eigenschaften, die keine Bodeneigenschaften im engeren Sinne sind (z. B. das Bodenfeuchteregime).

## Die Herausgeber der WRB
Die WRB wird von der gleichnamigen Arbeitsgruppe der International Union of Soil Sciences (IUSS) herausgegeben. Gegenwärtiger Vorsitzender ist Cezary Kabała (Naturwissenschaftliche Universität Breslau, Polen, seit 2022). Stellvertretender Vorsitzender ist Stephan Mantel (International Soil Reference and Information Centre (ISRIC), Niederlande, seit 2018).
Vorsitzender zum Zeitpunkt des Erscheinens der ersten Auflage 1998 (und damit Erstherausgeber) war Seppe Deckers (Belgien), zum Zeitpunkt der zweiten Auflage 2006 Erika Michéli (Ungarn), und zum Zeitpunkt der dritten Auflage 2014 und der vierten Auflage 2022 war es Peter Schad (Deutschland).
Die Arbeitsgruppe WRB verfügt über eine eigene homepage, die am ISRIC angesiedelt ist. Dort finden sich:
- die aktuell gültige 4. Auflage der WRB (2022) zum Herunterladen,
- die dritte Auflage der WRB (Update 2015) mit dem englischen Original sowie den Übersetzungen (französisch, georgisch, polnisch, russisch, slowenisch, spanisch, tschechisch),
- eine Erklärung des Systems,
- Fotos von Profilen aller Referenzbodengruppen, die heruntergeladen werden können und bei Nennung des Bildautors verwendet werden dürfen (weitere Fotos sind auf der World of Soils page der IUSS zu finden, siehe Weblinks),
- eine Darstellung der Geschichte der WRB,
- die Adressen des Vorsitzenden der Arbeitsgruppe und seines Stellvertreters,
- Hinweise auf vergangene und bevorstehende Workshops,
- Unterrichtsmaterialien, z. B. Videos,
- Einladungen zur Beteiligung an Veröffentlichungen,
- Links zu anderen Institutionen, die für die WRB von Bedeutung sind.

## Die vierte Auflage der WRB (2022)
(Quelle:)

### Der Aufbau der WRB
Grundlage der Klassifikation sind diagnostische Horizonte (diagnostic horizons), diagnostische Eigenschaften (diagnostic properties) und diagnostische Materialien (diagnostic materials). Diagnostische Materialien sind Materialien, die bodenbildende Prozesse maßgeblich beeinflussen. Sie sind entweder vom Ausgangsgestein ererbt oder durch bodenbildende Prozesse entstanden. Diagnostische Eigenschaften sind typische Ergebnisse von bodenbildenden Prozessen oder spezielle Bedingungen der Bodenbildung. Diagnostische Horizonte sind typische Ergebnisse von bodenbildenden Prozessen, die über eine bestimmte Mindestmächtigkeit hinweg horizontal auftreten. Die diagnostischen Horizonte, Eigenschaften und Materialien werden zusammen auch als Diagnostika (diagnostics) bezeichnet. Die Diagnostika tragen Namen (z. B. argic Horizont, stagnic Eigenschaften, fluvic Material).
Die Klassifikation ist in zwei Ebenen aufgeteilt:
Auf der ersten Ebene werden Referenzbodengruppen (reference soil groups – RSG) unterschieden, von denen es 32 gibt (1998: 30).
Auf der zweiten Ebene werden dem Namen der RSG Qualifier hinzugefügt. Die 4. Auflage der WRB verfügt über 202 Qualifier, Die Definition eines Qualifiers gilt für alle RSGs, in denen er auftreten kann. Für jede RSG gibt es eine Liste, die angibt, welche der 201 Qualifier für diese RSG verfügbar sind. Dabei werden zwei Arten unterschieden:
- Principal Qualifier sind hierarchisch in der Reihenfolge ihrer Bedeutung geordnet. Sie geben eine Untergliederung der RSG an oder benennen wesentliche Auswirkungen auf die Bodenfunktionen.
- Supplementary Qualifier beschreiben weitere Eigenschaften.

Ein Qualifier kann bei manchen RSGs principal sein und bei anderen supplementary.
Die Namen der RSGs und der Qualifier werden großgeschrieben. Sie werden nicht in andere Sprachen übersetzt, um weltweit einheitliche Bodennamen zu gewährleisten. Die verwendeten Namen für RSGs und Qualifier wurden überwiegend neu gebildet. Sie haben ihre Wurzeln im Latein, im Altgriechischen sowie in modernen Sprachen, z. B. im Russischen. Aufgrund der praktisch nicht-hierarchischen Einteilung besteht die Möglichkeit, mehrere Tausend verschiedene Bodenuntereinheiten zu benennen.
Wird die aktuelle WRB mit der Legende der alten FAO-Weltbodenkarte verglichen, so fällt auf, dass die Referenzbodengruppen stärker bodengenetisch definiert sind und Aussagen über Nutzungspotentiale und Nutzungseinschränkungen teils auf die Qualifier-Ebene verlagert wurden. Die früheren Soil Phases sind überwiegend direkt in die Klassifikation eingegangen. So wurden z. B. Böden mit duripan phase zu Durisols, und Böden mit stony phase haben den Skeletic oder Coarsic Qualifier.

### Bodenbenennung mit der WRB
Die Einordnung eines Bodens in die jeweilige RSG erfolgt anhand eines Schlüssels, in dem in einer fest definierten Reihenfolge nach dem Vorhandensein und der Tiefenlage von Diagnostika gefragt wird. Außerdem wird nach Einzelmerkmalen gefragt, etwa bestimmten Tongehalten oder Basensättigungen. Ein Boden gehört zur ersten RSG im Schlüssel, deren Kriteriensatz er vollständig erfüllt.
Für jede RSG gibt es eine Liste mit verfügbaren Qualifiern. Die kürzeste Liste (Nitisols) enthält 40, die längste (Gleysols) 79 Qualifier. Aus den verfügbaren Qualifern müssen alle zutreffenden dem Bodennamen hinzugefügt werden. Die Prinicipal Qualifier stehen vor dem Namen der RSG in der Reihenfolge von rechts nach links. Je weiter oben in der Liste ein Principal Qualifier steht, desto weiter rechts (desto näher am Namen der RSG) steht er. Trifft kein anderer Principal Qualifier der Liste zu, erhält der Boden den Principal Qualifier Haplic („gewöhnlich“). Demselben Prinzip folgend werden die Supplementary Qualifier hinter dem Namen der RSG angegeben, und zwar von links nach rechts, in Klammern und mit Kommata dazwischen. Zuerst werden (für diejenigen RSGs, für die sie vorgesehen sind) die texturbezogenen Supplementary Qualifier genannt. Treffen mehrere zu, so ergibt sich ihre Reihenfolge gemäß ihrem Auftreten im Profil von oben nach unten. Anschließend kommen alle anderen Supplementary Qualifier in alphabetischer Reihenfolge.
Einige Qualifier sind in den Listen mit einem / voneinander getrennt. In diesem Fall wird nur einer verwendet. Entweder schließen sie sich gegenseitig aus (z. B. Eutric / Dystric für hohe und niedrige Basensättigung) oder der vorangestellte schließt den nachfolgenden ein (z. B. Dolomitic / Calcaric für dolomitisches und kalkhaltiges Bodenmaterial). Supplementary Qualifier (ausgenommen die Texturqualifier) stehen immer in alphabetischer Reihenfolge, selbst wenn sie in der Liste durch die Verwendung des / abweichend vom Alphabet positioniert sind. Auch generell werden redundante Qualifier nicht verwendet. Hat also ein Boden z. B. den Calcaric Qualifier (Carbonat in 20 bis 100 cm), wird auf die Verwendung des Eutric Qualifier (hohe Basensättigung) verzichtet.
Die Qualifier können mit Hilfe von Specifiern noch in ihrer Aussage verfeinert werden, zum Beispiel wenn sich ein Qualifier nur auf einen Teil des Bodenprofils bezieht. Die Specifier werden als Vorsilbe(n) vor die entsprechenden Qualifier gehängt. Besonders wichtig sind die tiefenbezogenen Specifier, die sich auf Horizonte oder Lagen beziehen. Ihre Verwendung ist fakultativ:
- Epi-: nur innerhalb von ≥ 0 bis ≤ 50 cm,
- Endo-: nur unterhalb von ≥ 50 cm,
- Amphi-: beginnend zwischen > 0 und < 50 und endend zwischen > 50 und < 100 cm,
- Ano-: beginnend bei 0 und endend zwischen > 50 und < 100 cm,
- Kato-: beginnend zwischen > 0 und < 50 und endend bei ≥ 100 cm,
- Poly-:
  - diagnostische Horizonte: in der von der Qualifierdefinition verlangten Tiefe kommt derselbe diagnostische Horizont mindestens zweimal vor, mit einem andersartigen Horizont dazwischen,
  - andere Horizonte: mindestens zwei Horizonte innerhalb von 100 cm erfüllen die Kriterien des Qualifiers, unterbrochen von Horizonten, die sie nicht erfüllen,
- Panto-: von 0 bis ≥ 100 cm.

### Erstellung von Kartenlegenden mit der WRB
Während die Benennung eines einzelnen Bodens (eines Bodenprofils) die Auflistung sämtlicher zutreffenden Qualifier verlangt, wird die Detailliertheit von Bodenkarten vom Maßstab bestimmt. Die WRB unterscheidet drei Maßstabsniveaus:
- erstes Maßstabsniveau: nur die RSG,
- zweites Maßstabsniveau: die RSG plus der erste zutreffende Principal Qualifier,
- drittes Maßstabsniveau: die RSG plus die ersten beiden zutreffenden Principal Qualifier.

Die Zuordnung der Maßstabsniveaus zu wirklichen Maßstäben ist nur bedingt möglich, da die Wahl des Maßstabsniveaus stark von der Homogenität bzw. Heterogenität der Landschaft abhängt.
Die Principal Qualifier werden vor den Namen der RSG gesetzt, und zwar nach denselben Regeln wie bei der Benennung von Bodenprofilen. Darüber hinaus ist es auf allen Maßstabsniveaus erlaubt, Elective Qualifier hinter den Namen der RSG zu setzen, in Klammern und mit Kommas voneinander getrennt. Dies können Principal Qualifier sein, die auf der Liste weiter unten stehen und auf dem betreffenden Maßstabsniveau eigentlich noch nicht berücksichtigt werden. Es können aber auch Supplementary Qualifier sein. Damit können die Ersteller der Karten Merkmale, die ihnen wichtig erscheinen, der Leserschaft mitteilen. Da in verschiedenen nationalen Bodenklassifikationssystemen unterschiedliche Merkmale als besonders wichtig angesehen werden, wird auf diese Weise die Bewahrung nationaler Traditionen ermöglicht, ohne die einheitliche Struktur der Legenden zu verletzen.
Die WRB ermuntert ausdrücklich dazu, nicht nur einen einzigen Boden auf einer Kartiereinheit darzustellen, sondern immer eine Assoziation von Böden. Hierfür gelten folgende Bezeichnungen:
- dominant: der Boden nimmt ≥ 50 % der Fläche ein,
- codominant: der Boden nimmt ≥ 25 bis 50 % der Fläche ein,
- assoziiert: der Boden nimmt ≥ 5 bis 25 % der Fläche ein.

Böden mit geringeren Flächenanteilen werden bei der Benennung der Kartiereinheit normalerweise nicht berücksichtigt.
Bei der Benennung codominanter und assoziierter Böden in der Kartiereinheit ist es erlaubt, weniger Principal Qualifier zu verwenden, als es dem Maßstabsniveau entspricht. Die Verwendung von Specifiern ist wegen der erforderlichen Generalisierungen meistens nicht möglich. Bei Kartenlegenden stehen die RSGs im Plural, sonst immer im Singular.

### Die Gliederung des WRB-Dokuments
Das WRB-Dokument umfasst sieben Kapitel und sechs Anhänge.
- Kapitel 1 bringt eine kurze Darstellung von Hintergrund und Grundlagen. Hierzu gehören auch Tabellen der diagnostischen Horizonte sowie der RSGs. Letztere ist nachfolgend wiedergegeben.
- Kapitel 2 benennt die Regeln für die Benennung der Böden und für die Erstellung von Kartenlegenden. Das Kapitel beginnt mit den Definitionen einiger grundlegender Begriffe, die in der WRB verwendet werden: fine earth, whole soil, soil surface, mineral soil surface, soil layer, soil horizon etc. Es wird dringend empfohlen, dieses kurze Kapitel vor Anwendung der WRB zu lesen.
- Im Kapitel 3 sind die diagnostischen Horizonte, Eigenschaften und Materialien dargestellt mit einer allgemeinen Beschreibung, den diagnostischen Kriterien sowie weiteren Hinweisen. Für die Entscheidung, ob ein bestimmtes Diagnostikum vorliegt, sind jedoch ausschließlich die diagnostischen Kriterien maßgebend.
- Kapitel 4 enthält den Bestimmungsschlüssel für die RSGs sowie für jede RSG die Liste der verfügbaren Principal und Supplementary Qualifier.
- Im Kapitel 5 sind die Qualifier definiert.
- Kapitel 6 verzeichnet die Codes für die RSGs, die Qualifier und die Specifier sowie die Regeln für die Abfolge der Codes bei der Benennung von Böden und der Erstellung von Kartenlegenden.
- Kapitel 7 ist das Literaturverzeichnis.

Darauf folgen vier Anhänge.
- Anhang 1 ist ein Field Guide, also eine Anleitung zur Bodenbeschreibung im Gelände. Der Field Guide umfasst alle Geländemerkmale, die für die WRB notwendig sind, und noch einige weitere, die in der Bodenbeschreibung üblich sind. Wo erforderlich, werden sie zunächst definiert, und anschließend werden die Richtlinien gegeben zur qualitativen oder quantitativen Geländebeschreibung. Die Beschreibung wird mit zahlreichen Abbildungen unterstützt. Ein Flussdiagramm hilft bei der Fingerprobe zur Ermittlung der Bodenart.
- Anhang 2 benennt die für die WRB erforderlichen Labormethoden. Dabei handelt es sich nur eine Benennung der Methoden, nicht um Laboranleitungen.
- Anhang 3 gibt eine Beschreibung der Horizontsymbole. Anhang 3 und Anhang 1 sollen die bisher für die WRB benutzen Guidelines for Soil Description der FAO (2006) ersetzen.
- Anhang 4 enthält einen Soil Description Sheet (Formblatt für die Profilaufnahme), der als Excel-Datei zur Verfügung gestellt wird.
- Anhang 5 beinhaltet Erläuterungen zur Anlage von Datenbanken für Gelände- und Labordaten sowie die Bodennamen (noch nicht veröffentlicht).
- Anhang 6 präsentiert Farbempfehlungen für RSG-Karten. Die Empfehlungen entsprechen den Farben in den Bodenatlanten der Gemeinsamen Forschungsstelle der Europäischen Kommission.

## Liste der Referenzbodengruppen der vierten Auflage der WRB (2022)
Die Liste der Referenzbodengruppen umfasst 32 Böden, die hier in der Reihenfolge des WRB-Schlüssels wiedergegeben sind. Eine solche Liste findet sich auch im Kapitel 1 des WRB-Dokuments. Außerdem sind die Codes gemäß Kapitel 6 des WRB-Dokuments aufgeführt:
Organische Böden
- HS Histosol (mit mächtigen Horizonten aus organischem Material)

Anthropogene Böden
- AT Anthrosol (vom Menschen zur Verbesserung der Fruchtbarkeit verändert und lange Zeit genutzt)
- TC Technosol (enthalten hohe Anteile an künstlichen oder vom Menschen aus großer Tiefe geholten Substraten)

Böden mit eingeschränkter Durchwurzelung
- CR Cryosol (von Permafrost geprägt)
- LP Leptosol (flachgründig über anstehendem Gestein oder sehr skelettreich)
- SN Solonetz (im Unterboden Tonanreicherung und hohe Gehalte an austauschbarem Natrium)
- VR Vertisol (hohe Gehalte an quellenden und schrumpfenden Tonmineralen, wodurch bei wechselfeuchtem Klima keilförmige Aggregate mit glänzenden Scherflächen ausgebildet werden)
- SC Solonchak (von leichtlöslichen Salzen geprägt)

Durch speziellen Eisen- und/oder Aluminiumchemismus geprägte Böden
- GL Gleysol (von aufsteigendem Grundwasser (oder aufsteigenden Reduktgasen) dominiert oder Unterwasserböden oder Gezeitenböden)
- AN Andosol (mit Allophanen und/oder Al-Humus-Komplexen, oft aus Pyroklasten entstanden)
- PZ Podzol (im Unterboden Anreicherungen von Eisen- und Aluminiumverbindungen und/oder organischen Stoffen)
- PT Plinthosol (Anreicherung von Eisenoxidkonkretionen, in manchen Böden miteinander verkittet)
- PL Planosol (jahreszeitlich grobporenarmer Unterbodenhorizont mit markant höheren  Tongehalten als die oberen Horizonte, abrupter Übergang zwischen tonärmeren und tonreicheren Horizonten, dadurch ausgelöster Wasserstau mit Redoxprozessen)
- ST Stagnosol (jahreszeitlich grobporenarmer Unterbodenhorizont, dadurch ausgelöster Wasserstau mit Redoxprozessen, jedoch ohne markanten Tongehaltsunterschied)
- NT Nitisol (gut ausgebildete Struktur mit glänzenden Aggregatoberflächen, hohe Eisenoxidgehalte, meist kaolinitisch)
- FR Ferralsol (Dominanz von Kaolinit und Oxiden, nährstoffarm, jedoch physikalisch stabil)

Ausgeprägte Humusanreicherung im mineralischen Oberboden
- CH Chernozem (dunkler bis schwarzer, humoser, gut strukturierter, basenreicher Oberboden und weiter unten sekundäres Carbonat)
- KS Kastanozem (dunkler, humoser, basenreicher Oberboden und weiter unten sekundäres Carbonat)
- PH Phaeozem (dunkler, humoser, basenreicher Oberboden, sekundäres Carbonat höchstens in sehr großer Tiefe, durchgängig hohe Basensättigung)
- UM Umbrisol (dunkler, humoser Oberboden, niedrige Basensättigung)

Böden mit Anreicherung von Salzen oder Siliziumverbindungen, typisch für Trockengebiete
- DU Durisol (Anreicherungen von sekundärem SiO2 als Konkretionen oder kontinuierlich verkittete Horizonte)
- GY Gypsisol (Anreicherungen von sekundärem Gips, in manchen Böden kontinuierlich verkittet)
- CL Calcisol (Anreicherungen von sekundärem Carbonat, in manchen Böden kontinuierlich verkittet)

Böden mit Tonanreicherung im Unterboden
- RT Retisol (netzartige Verzahnung von Tonverarmungs- und Tonanreicherungshorizont)
- AC Acrisol (Tonanreicherungshorizont mit geringer Kationenaustauschkapazität, im Unterboden austauschbares Al > austauschbare Base-Kationen)
- LX Lixisol (Tonanreicherungshorizont mit geringer Kationenaustauschkapazität, im Unterboden austauschbare Base-Kationen ≥ austauschbares Al)
- AL Alisol (Tonanreicherungshorizont mit hoher Kationenaustauschkapazität, im Unterboden austauschbares Al > austauschbare Base-Kationen)
- LV Luvisol (Tonanreicherungshorizont mit hoher Kationenaustauschkapazität, im Unterboden austauschbare Base-Kationen ≥ austauschbares Al)

Anmerkung: austauschbare Kationen werden in cmolc kg−1 angegeben.
Wenig differenzierte Böden
- CM Cambisol (mit verbrauntem oder verlehmtem oder anderweitig durch Bodenbildung veränderten Horizont)
- FL Fluvisol (verhältnismäßig gering entwickelt, noch geschichtet, aus jungem Fluss-, See- oder Meeressediment)
- AR Arenosol (stark sandig)
- RG Regosol (wenig bis gar nicht entwickelte Böden)

## Vorgehensbeispiele
Nachfolgend werden Beispiele für die Bodenbenennung und für die Erstellung von Kartenlegenden gegeben. Weitere Beispiele findet man im WRB-Dokument, Kapitel 2.

### Beispiel für eine Bodenbenennung mit der WRB
Unser Beispielboden habe folgende Merkmale:
Geländebeschreibung:
Ein aus Löss entwickelter Boden zeigt einen markanten Tongehaltsanstieg in etwa 60 cm Tiefe und Tonbeläge im tonreicheren Horizont. Aufgrund der Landschaftsgeschichte gehen wir davon aus, dass Dreischichttonminerale dominieren. Im Feld wird im Unterboden ein pH-Wert von etwa 6 gemessen. Der untere Bereich des tonärmeren Oberbodens ist stark aufgehellt, der obere ist dunkler. Im Tonanreicherungshorizont sind Nassbleichungs- und Oxidationsmerkmale mit zusammen etwa 30 % Flächenanteil zu beobachten, die Oxidationsmerkmale im Aggregatinnern. Im Frühjahr treten reduzierende Verhältnisse auf. Der Boden wird jährlich gepflügt.
Laboranalysen:
Die Laboranalysen bestätigen die hohe Kationenaustauschkapazität pro kg Ton im Tonanreicherungshorizont und mehr austauschbare Base-Kationen als austauschbare Al-Ionen (gemessen in cmolc kg−1) im Unterboden. Im Oberboden finden wir 20 % Ton, 10 % Sand und 70 % Schluff, im Unterboden 35 % Ton, 8 % Sand und 57 % Schluff.
Die Benennung erfolgt in vier Schritten.
Frage 1: Liegen diagnostische Horizonte, Eigenschaften oder Materialien vor?
Folgende Diagnostika liegen vor:
- argic horizon (Tonanreicherungshorizont)
- stagnic properties (Stauwassermerkmale im Tonanreicherungshorizont)
- reducing conditions (im Tonanreicherungshorizont)
- claric material (der stark aufgehellte Horizont)
- albic horizon (das claric material ist das Ergebnis bodenbildender Prozesse, in diesem Fall Verlagerung von Tonmineralen und Oxiden)

Frage 2: Zu welcher RSG gehört der Boden?
Man geht den Schlüssel RSG für RSG durch. Der vorliegende Boden ist kein Histosol, kein Anthrosol, kein Technosol etc. Schließlich landet man bei den Luvisols. Das ist die erste RSG im Schlüssel, deren Kriterien der Beispielboden vollständig erfüllt.
Frage 3: Welche Qualifier liegen vor?
Von den Principal Qualifiern treffen Stagnic (stagnic properties und reducing conditions) und Albic (albic horizon) zu. Stagnic steht weiter oben in der Liste, somit heißt der Boden bis jetzt Albic Stagnic Luvisol. Von den Supplementary Qualifiern treffen zu: Siltic (schluffig von 0–60 cm), Loamic (lehmig ab 60 cm), Aric (gepflügt), Cutanic (Tonbeläge), Differentic (Tonverlagerung führt zu markanten Unterschieden im Tongehalt), Endic (der für den Luvisol relevante diagnostische Horizont, also der argic horizon, startet > 50 cm) und Ochric (relativ geringe Humusgehalte). Unter den Supplementary Qualifiern kommen die Texturqualifier zuerst, und zwar gemäß der Reihenfolge von oben nach unten im Profil. Danach setzt man die anderen Supplementary Qualifier in alphabetischer Reihenfolge.
Somit lautet der Name des Bodens: Albic Stagnic Luvisol (Siltic, Loamic, Aric, Cutanic, Differentic, Endic, Ochric).
Frage 4: Welche Specifier können zur Bildung von Subqualifiern verwendet werden?
Wenn der Boden von 0–60 cm Siltic und ab 60 cm Loamic ist, so kann man unter Verwendung der tiefenbezogenen Specifier Ano- und Endo- die Subqualifier Anosiltic und Endoloamic bilden. Die stagnic properties treten nur im Unterboden auf und der albic horizon nur im mittleren Bereich, somit kann man hierfür die Subqualifier Endostagnic und Amphialbic verwenden. Die Verwendung der Specifier hat keinen Einfluss auf die Position der Qualifier im Namen des Bodens.
Nunmehr lautet der Bodenname: Amphialbic Endostagnic Luvisol (Anosiltic, Endoloamic, Aric, Cutanic, Differentic, Endic, Ochric).
Die Verwendung der Codes aus dem Kapitel 6 des WRB-Dokuments erlaubt uns folgende Kurzschreibweise: LV-stn.abm-sia.lon-ai.ct.df.ed.oh.

### Beispiel für die Erstellung von Kartenlegenden mit der WRB
Unser Beispielboden Amphialbic Endostagnic Luvisol (Anosiltic, Endoloamic, Aric, Cutanic, Differentic, Endic, Ochric) soll 60 % der Fläche der Kartiereinheit einnehmen. Die anderen 40 % seien von einem Eutric Endoluvic Amphialbic Stagnosol (Anosiltic, Endoloamic, Humic) eingenommen. Somit lautet der Name der Kartiereinheit:
Erstes Maßstabsniveau:
- dominant: Luvisols
- codominant: Stagnosols

Zweites Maßstabsniveau:
- dominant: Stagnic Luvisols
- codominant: Albic Stagnosols

Drittes Maßstabsniveau:
- dominant: Albic Stagnic Luvisols
- codominant: Luvic Albic Stagnosols

Die Verwendung der tiefenbezogenen Specifier ist bei Kartenlegenden wegen der erforderlichen Generalisierungen nicht empfehlenswert.
Auf jedem Maßstabsniveau können Elective Qualifier hinzugefügt werden. Wer z. B. in besonderem Maße den Kohlenstoffhaushalt beschreiben will, kann bereits im ersten Maßstabsniveau schreiben:
- dominant: Luvisols (Ochric)
- codominant: Stagnosols (Humic)

Wer auf die Genese Bezug nehmen will, kann diese auch im ersten Maßstabsniveau schon deutlicher wiedergeben:
- dominant: Luvisols (Stagnic)
- codominant: Stagnosols (Luvic)

Die Kombination von beidem würde z. B. im zweiten Maßstabsniveau lauten:
- dominant: Stagnic Luvisols (Ochric)
- codominant: Albic Stagnosols (Luvic, Humic)